# 刀悶枳
刀悶枳，（?—?），中國明朝鎮康州土司。1621年木邦侵入鎮康，刀悶枳向姚關告急，姚關守兵援助鎮康，將盤據喳哩江的木邦軍隊擊退。
| 前任： 刀悶恩 | 鎮康州土知州 1621年—1656年 | 繼任： 刀悶達 |